# Gemeiner Gebirgsweberknecht

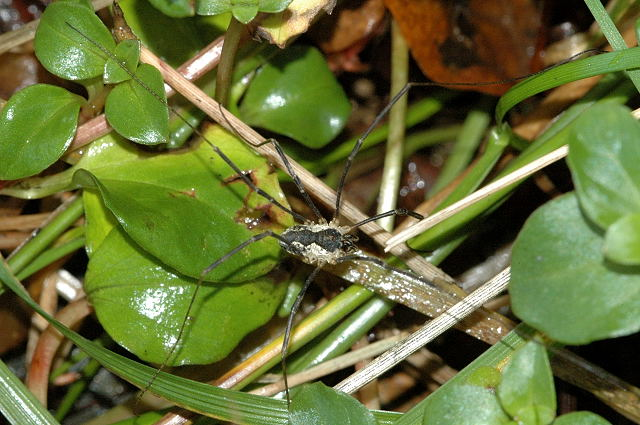
Ein Exemplar in der Vegetation

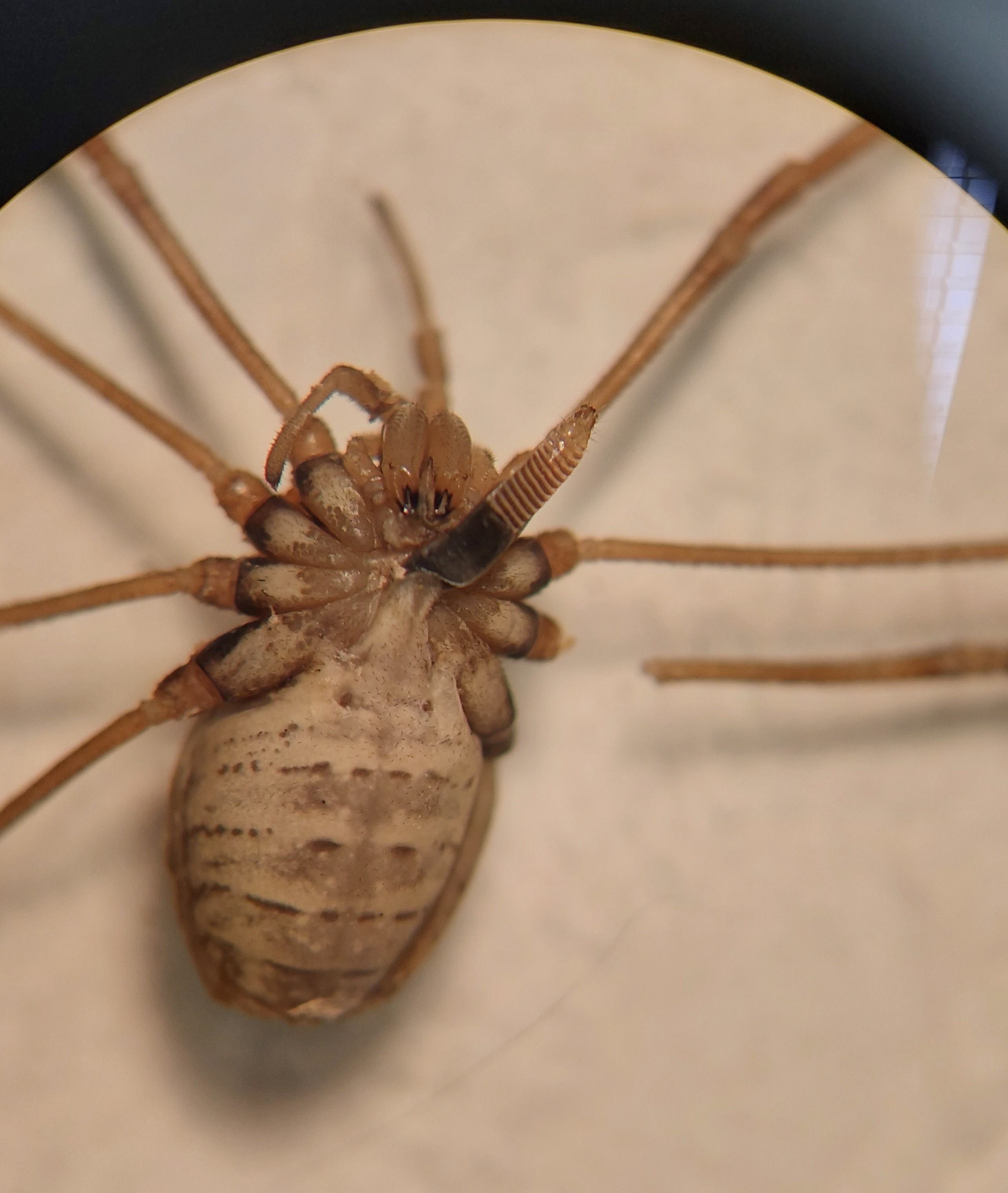
Unterseite eines Weibchens mit ausgestülpter Legeröhre

Der Gemeine Gebirgsweberknecht (Mitopus morio) ist eine der bekanntesten heimischen Arten der Weberknechte und überwiegend in Europa verbreitet.

## Merkmale
Die Körperlänge beträgt 4–8 mm, wobei die Weibchen 6–8,5 mm lang werden und die Männchen 4–5 mm. Die Beine dieser meist langbeinigen Art können jedoch deutlich länger werden, wobei die Beinlänge generell variabel ist und zwischen 16 und 50 mm betragen kann. Tiere aus nördlicheren Gebieten oder aus dem Gebirge sind deutlich kurzbeiniger. Die verschiedenen Beinpaare sind außerdem nicht gleich lang. Die Grundfarbe kann von weiß über gelblich und grau bis hin zu braunrot oder schwarz reichen. Die Zeichnung ist ebenfalls variabel, auf dem Rücken befindet sich eine mehrfach eingeschnürte dunkle Sattelzeichnung. Bei Exemplaren aus den Gebirgen verläuft über die Körpermitte häufig ein weißer oder rötlicher Längsstrich, der auch bei Exemplaren des Tieflandes vorhanden sein kann. Die Beine der Weibchen sind rund und mit Dörnchenreihen besetzt. Die Beine der Männchen sind an Femur und Patella rund und an den Tibien fünfkantig. Die kleinen Augen befinden sich auf einem relativ weit hinten liegenden Augenhügel, der mit kleinen Tuberkeln besetzt ist, die ihrerseits eine kleine Borste tragen.
Regelmäßig findet man Exemplare, die von roten Milben, wie der Roten Samtmilbe besetzt sind.
Verwechslungen können mit anderen Weberknecht-Arten, wie Phalangium opilio oder Mitopus glacialis, entstehen.

## Verbreitung und Lebensraum
Die Art ist vor allem in Mittel- und Nordeuropa weit verbreitet. Die südlichsten Vorkommen liegen im Nordosten Spaniens, in Mittelitalien und Bulgarien. Weiter nordwärts ist die Art besonders verbreitet in Deutschland, Österreich, der Schweiz, den Niederlanden, Belgien und Luxemburg, außerdem weniger flächendeckend in Frankreich, Polen, Tschechien und Rumänien. Noch weiter nördlich und nordwestlich ist die Art sehr verbreitet in Großbritannien, Irland, Island, Dänemark, Schweden, Norwegen, Finnland und Estland, sowie vereinzelter in Lettland und dem westlichen Russland. Auch außerhalb Europas ist die Art in den gemäßigten und arktischen Gebieten Nordamerikas und Asiens beheimatet, Nachweise stammen hier vor allem aus Kanada, aber auch Sibirien, Japan oder Grönland. Außerdem wird über Vorkommen in Nordafrika berichtet. Die Art besitzt eine hohe Kältetoleranz und lebt auch sowohl nördlich des Polarkreises, als auch in den Alpen bis in 3000 m Höhe. In Deutschland ist die Art in den Mittelgebirgen und im Alpenvorland häufiger zu finden als im Norddeutschen Tiefland.
Die Art besiedelt verschiedene Biotope im Flach- und Bergland, lebt aber vor allem zwischen niedriger Vegetation oder in der Laubstreu von Wäldern, die bevorzugt schattig und weder besonders feucht noch trocken sind. Aber auch Moore, Wiesen und Gärten werden besiedelt.

## Lebensweise
Die Eier werden in hohlen Pflanzenstängeln, beispielsweise von Stauden, abgelegt. Jungtiere schlüpfen im Frühling. Junge Exemplare leben bevorzugt im Boden und in der Laubstreu nahe dem Boden, während adulte Individuen auch an Stämmen, Felsen und Mauern hochklettern. Man findet reife Männchen und Weibchen vor allem im Sommer, besonders dem Spätsommer, und im Herbst. Die Reifezeit kann je nach Region aber variieren und reife Exemplare können auch schon im Mai und bis in den November gefunden werden. Fortpflanzungen finden dementsprechend im Sommer und Herbst statt.
Die Tiere sind vor allem dämmerungs- und nachtaktiv, in hohen Gebirgslagen aber tagaktiv. Mit den langen Beinen suchen die Tiere in der Vegetation nach toten oder lebenden Insekten und anderen Wirbellosen, die mit Hilfe der Cheliceren ergriffen und gefressen werden. In geeigneten Habitaten kommen die Tiere in hoher Dichte vor. So wurden in Eichenmischwäldern der Alpen bis zu 32 Tiere pro Quadratmeter gefunden.
An den Beinen befinden sich Sollbruchstellen, an denen die Tiere die Beine bei Gefahr abwerfen können. Dieser Vorgang nennt sich Autotomie. Die abgeworfenen Gliedmaßen zucken danach noch weiter, um Fressfeinde abzulenken. Eine weitere Methode der Feindabwehr besteht in dem Ausstoßen eines Sekretes aus den Stinkdrüsen.

## Taxonomie
Fabricius beschrieb die Art zunächst als Phalangium morio. Dieses Basionym ist heute jedoch nicht mehr gültig.